# Liste der Kulturdenkmäler in Habscheid
In der Liste der Kulturdenkmäler in Habscheid sind alle Kulturdenkmäler der rheinland-pfälzischen Ortsgemeinde Habscheid einschließlich des Ortsteils Hollnich aufgeführt. Grundlage ist die Denkmalliste des Landes Rheinland-Pfalz (Stand: 27. Juni 2022).

## Einzeldenkmäler
| Bezeichnung                       | Lage                                          | Baujahr                    | Beschreibung | Bild                           |
| --------------------------------- | --------------------------------------------- | -------------------------- | --- | ------------------------------ |
| Katholische Pfarrkirche St. Luzia | Habscheid, Hauptstraße Lage                   | 15. Jahrhundert            | Südwand von Schiff und Chor sowie dreiseitiger Chorschluss spätestens aus dem 15. Jahrhundert | weitere Bilder Fotos hochladen |
| Wegekreuz                         | Habscheid, Hauptstraße, bei Nr. 18 Lage       | 1806                       | überschlankes nachbarockes Schaftkreuz, bezeichnet 1806 | Fotos hochladen                |
| Wegekreuz                         | Habscheid, Hauptstraße, Ecke Neustraße Lage   | 1554                       | Torso eines spätgotischen Nischenkreuzes, bezeichnet 1554 | BW                             |
| Habscheidermühle                  | Habscheid, nordöstlich des Ortes Lage         | Mitte des 19. Jahrhunderts | stattliche Dreiflügelanlage, Mitte des 19. Jahrhunderts; Gebäude am Ostende des Südflügels, bezeichnet 1863, im Kern eventuell vor 1810, Wohnhaus bezeichnet 1870, Mühlengebäude eventuell noch aus der ersten Hälfte des 19. Jahrhunderts | Fotos hochladen                |
| Wegekreuz                         | Hollnich, Bierbachstraße, Ecke Buchenweg Lage | 1792                       | Schaftkreuz, bezeichnet 1792 | Fotos hochladen                |
| Wegekreuz                         | Hollnich, südlich des Ortes Lage              | 1816                       | Balkenkreuz, Schiefer, bezeichnet 1816 | BW                             |